# Festuca elwendiana
Festuca elwendiana är en gräsart som beskrevs av Markgr.-dann. Festuca elwendiana ingår i släktet svinglar, och familjen gräs. Inga underarter finns listade i Catalogue of Life.